# 愛知県道464号南粕谷半田線
愛知県道464号南粕谷半田線（あいちけんどう464ごう みなみかすやはんだせん）とは、知多市から半田市まで知多半島を横断する一般県道である。

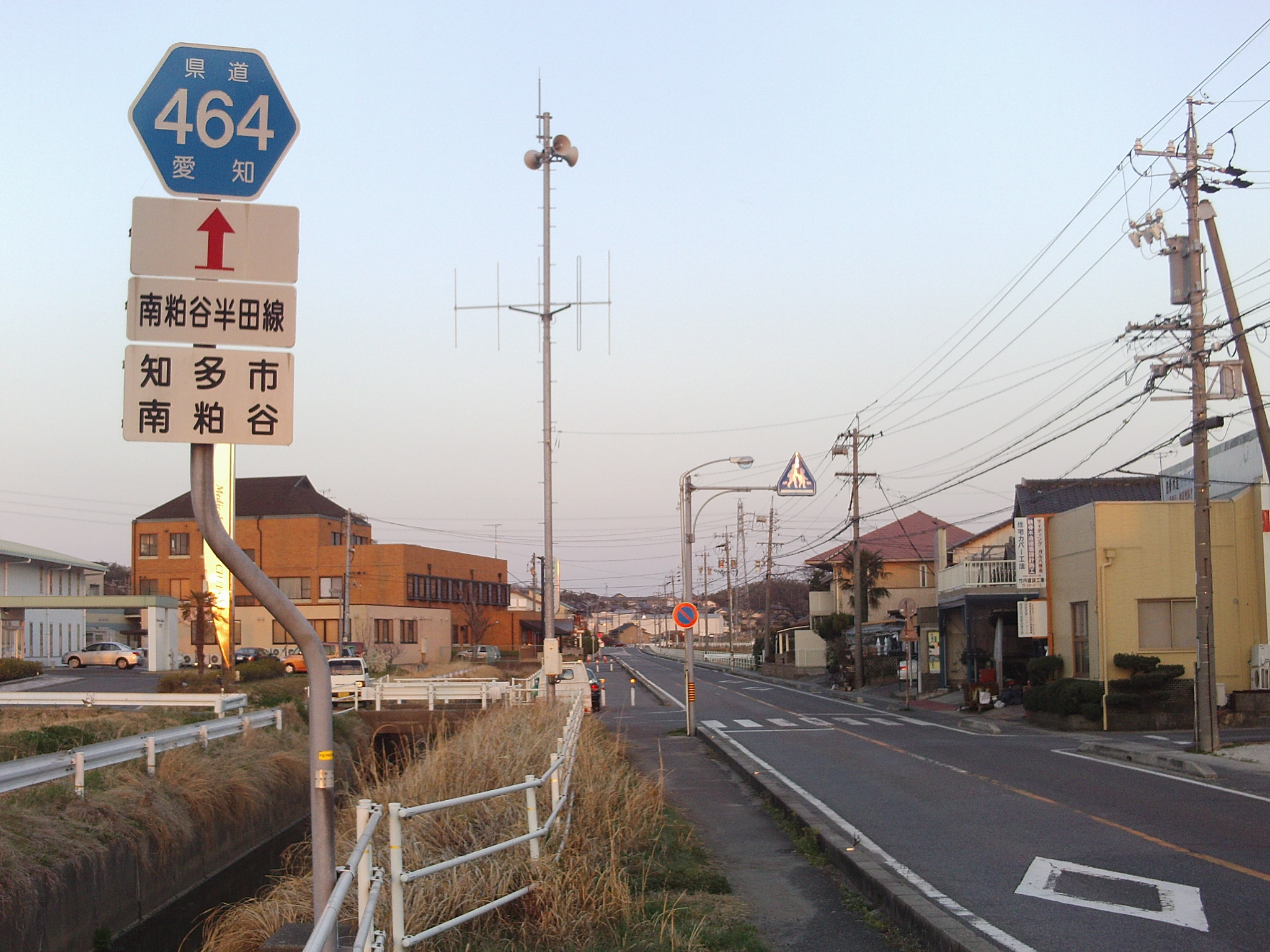
起点の南粕谷。

## 概要

### 路線データ
- 起点：愛知県知多市 南粕谷新海交差点（国道155号）
- 終点：愛知県半田市 半田橋交差点（愛知県道55号名古屋半田線）

## 沿革
- 1965年（昭和40年）11月29日認定

## 通過する自治体

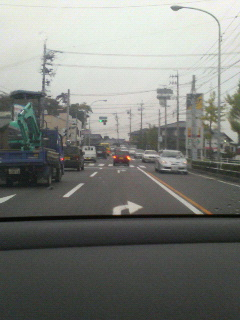
阿久比町、植大駅西交差点。

- 愛知県
  - 知多市
  - 常滑市
  - 知多郡阿久比町
  - 半田市

## 接続する道路
- 国道155号（常滑街道）（南粕谷新海交差点）
- 愛知県道252号大府常滑線（南粕谷団地東・矢田橋北間重複）
- 愛知県道264号阿久比半田線（角前田交差点から600メートルほど重複）
- 愛知県道55号名古屋半田線（半田街道）（角前田交差点から600メートルほど北の県道264号との合流地点（信号なし）・役場前交差点間と、終点の半田橋交差点）

## 周辺
- 知多市立南粕谷小学校
- 知多半島道路
- アピタ阿久比店
- 名鉄河和線 阿久比駅
- 阿久比町役場
- 阿久比町立東部小学校

## その他
- 葱廻間交差点から角前田交差点までの区間は、道幅が狭く、1車線対面走行となるので注意が必要である。